# Eidsvik
Eidsvik – wieś położona w gminie Haram w regionie Møre og Romsdal w Norwegii. Od 2002 uważana jest za dzielnicę Vatne.